# Сусолівське газове родовище
Сусолівське газове родовище (Сусолівський блок Грушівського родовища) — належить до Більче-Волицького нафтогазоносного району Передкарпатської нафтогазоносної області Західного нафтогазоносного регіону України.

## Опис
Розташоване у Львівській області на відстані 26 км від м. Самбір.
Приурочене до системи Краковецького розлому, який розділяє Косівсько-Угерську та Крукеницьку підзони Більче-Волицької зони.
Структура виявлена в 1975 р. Вона складена нижньосарматськими утвореннями, які виповнюють один з поздовжніх тектонічних блоків системи Краковецького розлому. На півн. сході блок прилягає до основного розлому цієї системи.Нижньосарматські відклади занурюються на півд. захід на 300 м. Розмір блоку 3,5х1,0 м. 
Перший промисловий приплив газу отримано з інт. 2495-2530 м у 1978 р. 
Поклади пластові тектонічно екрановані. Режим Покладів газовий. Запаси початкові видобувні категорій А+В+С1: газу — 1100 млн. м³. 